# 小川バイパス (岩手県)
小川バイパス（こがわバイパス）は、岩手県下閉伊郡岩泉町を通る国道340号および国道455号のバイパス道路である。

## 概要
小川地区における急カーブ・幅員狭小箇所解消のために整備された片側1車線のバイパス。旧道よりも高い位置を通っており、起終点以外は旧道と立体交差している。

### 路線データ
- 起点：下閉伊郡岩泉町門字石畑（岩泉警察署小川駐在所前）
- 終点：下閉伊郡岩泉町門字大穴

## 地理

### 通過する自治体
- 岩手県
  - 下閉伊郡岩泉町

### 交差する道路
- 国道455号盛岡市方面（岩泉町門字名目入）